# A szocialista államok listája

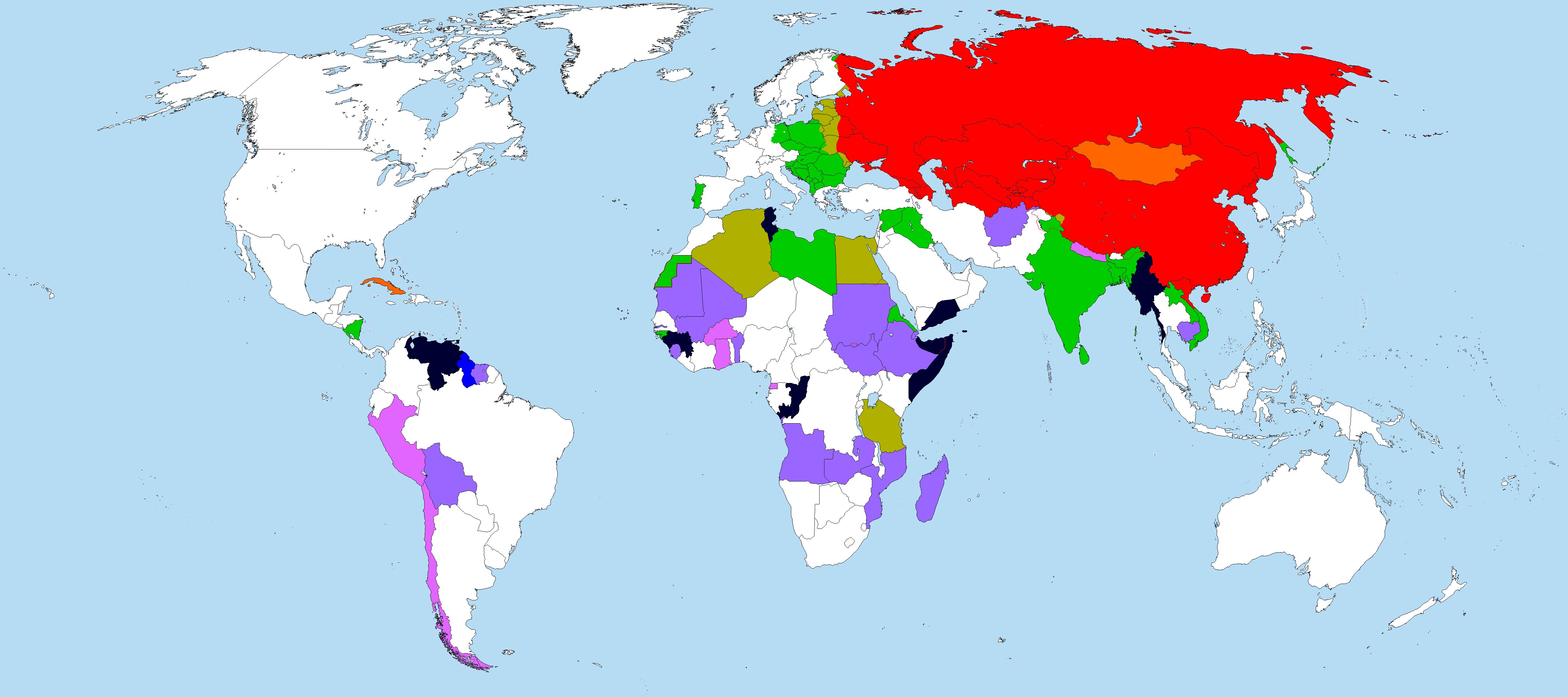
Az összes állam, amely történelme során valamikor önmagát szocialistának nevezte. A színek a szocialista periódus hosszát jelzik.
70 év felett
60–70 év
50–60 év
40–50 év
30–40 év
20–30 év
10–20 év
10 év alatt

Kommunista kormányok vezette államok
Olyan államok, amelyek korabeli szovjet értékelés szerint a szocializmus útjára léptek
Alkotmányukban a szocializmusra utalást tartalmazó államok

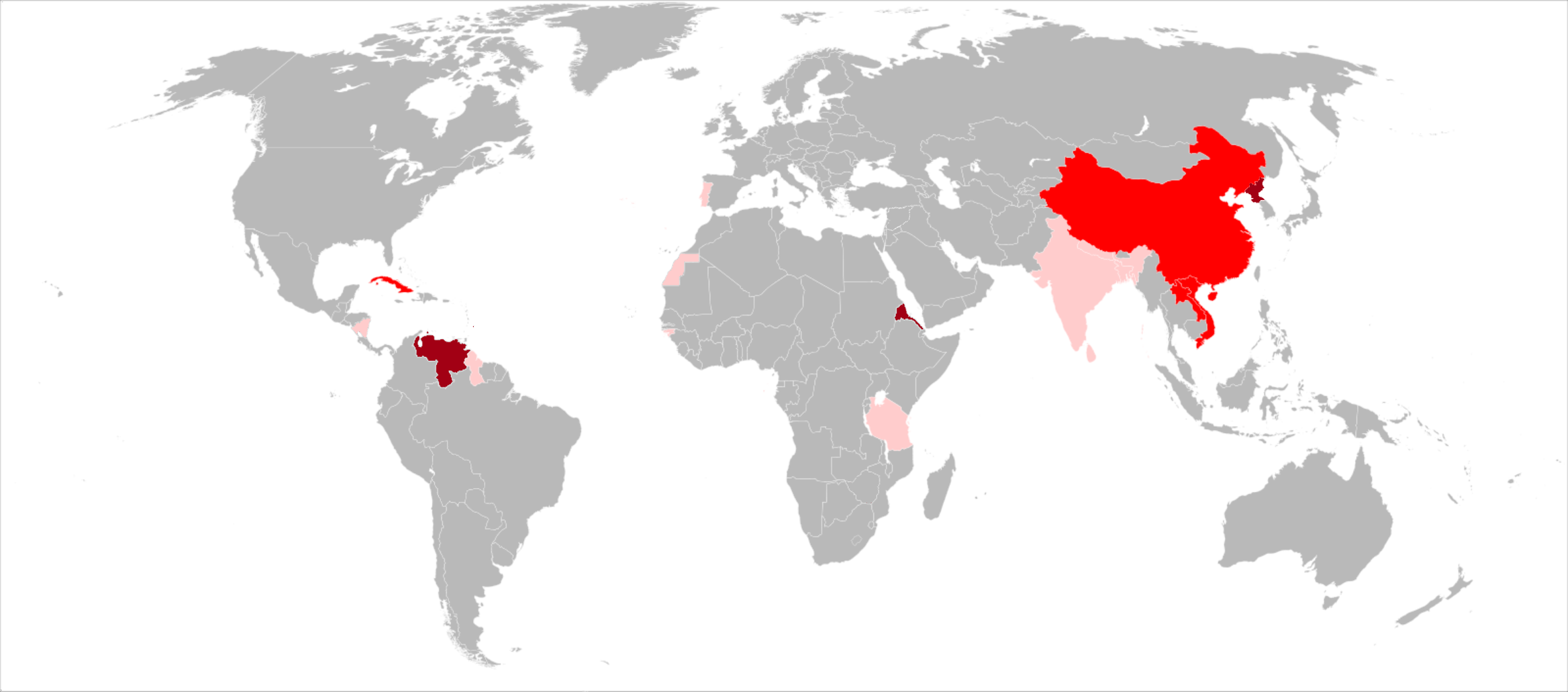
Államok 2023-ban
Magukat marxista-leninistaként meghatározó államok
Az alkotmányukba a szocializmust belefoglaló államok
A marxizmus-leninizmust nem követő államok

A szocialista államok listája azokat a történelmi, illetve a 21. században is létező államokat sorolja fel, amelyeket a társadalomtudományi irodalom szocialistának minősít, illetve amelyek magukat – az alkotmányukban vagy másképp – szocialistának nevezték. Sok ilyen államra jellemző a kommunista vagy szocialista párt egypárti uralma, a legfontosabb termelési eszközök államosítása és a szocialista állami ideológia, amely általában a marxizmus–leninizmuson alapul. A gazdasági rendszert tervgazdálkodás vagy világos tervgazdasági elemek jellemzik. A szocialista állam önképe, általában az alkotmányban is megfogalmazva, a szocializmus iránti elkötelezettség. 
A magukat szocialistának valló államok a 20. században jöttek létre nagyrészt a Szovjetunió befolyása révén. A hidegháború alatt sok szocialista állam állt szoros kapcsolatban a Szovjetunióval. A legtöbb kelet-európai szocialista állam a Szovjetunió szatellitállama volt. Ezzel szemben – legalábbis átmenetileg – Jugoszlávia Tito, India Nehru, Egyiptom Nasszer alatt önálló szocialista modellt alakított ki és létrehozta az el nem kötelezett országok mozgalmát. A kínai–szovjet szakadás után a késő maoista Kína a Szovjetunióval vetekedett a szocialista államok feletti befolyásért.
A fogalom tartalma vitatott, különböző történészek különböző államokat, államalakulatokat sorolnak be vagy hagynak ki ebből a csoportból, de a fő vonalakat, a legtöbb államot illetően kialakult egyfajta konszenzus.

## Európa
Az európai szocialista államok a Szovjetuniónak a második világháborúban (szövetségeseivel együtt) aratott győzelme után jöttek létre szovjet befolyásra. Többnyire a Kölcsönös Gazdasági Segítség Tanácsában (KGST) és a Varsói Szerződés katonai szövetségében tömörültek szovjet hegemónia alatt.   Saját útját járta Jugoszlávia, Albánia és korlátozott keretek között Románia. Az 1989-es rendszerváltások után minden európai szocialista állam piacgazdasági rendszerré alakult át.
|  | Állam                                                                         | Ideológiája és annak változásai | Fennállásának időtartama |
|  | ----------------------------------------------------------------------------- | --- | ------------------------ |
|  | Albán Szocialista Népköztársaság                                              | titoizmus (1944–1948) sztálinizmus (1948–1968) maoizmus (1968–1978) „albán szocializmus“ (neosztálinizmus, Enver Hoxha kultusza 1990/91-ig)                                                     | 1943–1990                |
|  | Bolgár Népköztársaság                                                         | marxizmus–leninizmus sztálinizmus (1944–1956) | 1944–1990                |
|  | Csehszlovák Köztársaság Csehszlovák Szocialista Köztársaság                   | marxizmus–leninizmus sztálinizmus (1948–1968) reformkommunizmus (prágai tavasz; 1968) | 1948–1990                |
|  | Jugoszláv Szövetségi Köztársaság Jugoszláv Szocialista Szövetségi Köztársaság | sztálinizmus (1945–1948) titoizmus (1948-tól) | 1945–1992                |
|  | Lengyel Népköztársaság                                                        | marxizmus–leninizmus (1944/52–1989) sztálinizmus (Bolesław Bierut; 1944–1956) | 1944/52–1989             |
|  | Magyar Népköztársaság                                                         | marxizmus–leninizmus sztálinizmus (1949–1953/1956) („gulyáskommunizmus“ 1956–1989) | 1949–1989                |
|  | Német Demokratikus Köztársaság                                                | marxizmus–leninizmus (1989-ig) demokratikus szocializmus (1990) | 1949–1990                |
|  | Román Népköztársaság Román Szocialista Köztársaság                            | sztálinizmus/marxizmus–leninizmus (1948–1965) neosztálinizmus (1990-ig) | 1948–1990                |
|  | Szovjetunió                                                                   | leninizmus (1917–1924) marxizmus–leninizmus (1924–1991) sztálinizmus (1927–1953) neosztálinizmus (Leonyid Iljics Brezsnyev) (1964–1982 és 1984–1985) reformkommunizmus (1982–1984 és 1985–1991) | 1922–1991                |

## Afrika
Az 1960-as évek elején Afrika gyarmati uralom alól felszabadult országai szinte mind az el nem kötelezett országok mozgalma felé hajlottak, és különböző programokkal a szocializmus mellett kötelezték el magukat. Az afrikai szocializmus korai híveinek többsége azonban megkülönböztette magát a marxizmus-leninizmustól, és nem hivatkozott közvetlenül Marxra. A keresztényszocializmus is befolyásolta az afrikai szocializmust.
Az 1960-as évek közepétől az afrikai szocializmus elmélete fokozatosan elhalványult, miközben a szovjet befolyás nőtt Afrikában a katonai befektetések és fejlesztési segélyek révén. Etiópiában, Angolában és Mozambikban 1975-től polgárháborúk törtek ki, amelyek időnként a keleti blokk és a nyugati hatalmak közötti közvetett összeütközésekké, úgynevezett csatlósháborúvá váltak. A Szovjetunió és Kína néha különböző helyi erőket támogatott. Kuba katonailag is bekapcsolódott az angolai és az etióp polgárháborúba.
A keleti blokk vonzereje gazdasági okok miatt alábbhagyott. A KGST 1981-ben megtagadta Mozambik befogadását, mert az túl nagy anyagi terhet jelentett volna. Gorbacsov 1985-ben bejelentette, hogy csökkenti a gazdasági segélyeket és a katonai szerepvállalást Afrikában.
|           | Állam                 | Ideológiája és annak változásai | Fennállásának időtartama |
| --------- | --------------------- | --- | ------------------------ |
|           | Algéria               | 1963-tól a Nemzeti Felszabadítási Front (Algéria) az egyetlen engedélyezett politikai szervezet; 1963-tól munkásönigazgatás, a földek államosítása; 1966-tól a külföldi bányavállatok államosítása; 1971 a fontos olajkészletek és minden olajvezeték államosítása; 1970-től tervgazdálkodás | 1963 óta                 |
|           | Angola                | 1974-ben az Angolai Népköztársaság kikiáltása; 1975–2002 polgárháború a szovjetek és kubaiak által támogatott MPLA, valamint az UNITA és FNLA szervezetek között; 1989–1991: a kubai csapatok kivonása | 1974–1992                |
|           | Benin                 | 1974-ben marxista-leninista államot kiáltottak ki; 1975-től népköztársaság; államosítások; 1975 és 1989 között egypártrendszer a Nép Forradalmi Párt vezetésével; 189 – elfordulás a szocialiszmustól | 1974–1989                |
|           | Bissau-Guinea         | 1974 – függetlenség Portugáliától, egypártrendszer bevezetése, szovjet és kínai támogatás, 1980 – katonai puccs, 1984 – elnöki köztársaság; 1989 – elfordulás a szocializmustól. | 1974–1991                |
|           | Burkina Faso          | 1983 – katonai puccs Thomas Sankara vezetésével, államosítások; 1987-ben Blaise Compaoré döntötte meg Sankara uralmát, elfordulás a szocializmustól. | 1983–1987                |
|           | Burundi               | 1966 – katonai puccs Michel Micombero vezetésével, az afrikai szocializmus meghirdetése, 1976 Micombero uralmát megdöntötte Jean-Baptiste Bagaza. | 1966–1976                |
|           | Egyiptom              | 1952-ben Gamal Abden-Nasszer hatalomra jutásával földreformot hajtottak végre; 1955-től csatlakoztak az el nem kötelezett országok mozgalmához, együttműködve Jugoszláviával és Indiával; elismerték a Kínai Népköztársaságot; 1956-ban államosították a Szuezi-csatornát; 1960-tól tervgazdálkodást folytattak, államoították a nagybankokat és a modern ipar nagy részét; 1962-ben nemzeti kongresszuson tűzték ki a szocialista társdalom létrehozását, de a magántulajdon megtartásával; az 1964-es alkotmány szerint „demokratikus szocialista állam”; az iszlám államvallás maradt; 1971-ben barátsági szerződést kötött a Szovjetunióval, de 1972-ben kiutasította a szovjet katonai szakértőket és 1976-ban felmondta a barátsági szerződést., 1981-től közeledett az Amerikai Egyesült Államokhoz, 1989-ben visszatért az Arab Ligába, 2011-ben megbukott Hoszni Mubárak rendszere. | 1952–1981/2011           |
| rahmenlos | Egyenlítői-Guinea     | Az alkotmány szerint szocialista párt került hatalomra, ténylegesen egyszemélyi diktatúra. | 1970–1979                |
|           | Eritrea               | A szocializmus eritreai interpretációja; afrikai szocializmus | 1993-tól                 |
|           | (Derg) Etiópia        | sztálinizmus, 1975-től államosítás, földreform, szövetkezetesítés; 1974–1991 polgárháború; 1990 – elfordulás a szocializmustól | 1974–1990                |
|           | Ghána                 | 1957 – függetlenség az Egyesült Királyságtól; 1960-tól a Szovjetunió felé fordult, szocialista gazdálkodás, a mezőgazdaság kollektivizálása; 1966-ban katonai puccs vetett véget a szocialista kísérletnek | 1957–1966                |
|           | Guinea                | afrikai szocializmus; 1958 – függetlenség Franciaországtól, fordulat a Szovjetunió felé; egypártrendszer Sékou Ahmad Touré vezetésével; 1984 Touré halála után elfordulás a szocializmustól. | 1978–1984                |
|           | Kongói Köztársaság    | 1970-ben kiáltották ki a Kongói Népköztársaságot a Kongói Munkapárt nevű marxista-leninista egységpárt vezetésével; 1974-ben államosították az olajvállalatokat és a biztosító társaságokat; 1981-ben nyitottak a Nyugat felé; 1990-ben többpártrendszert vezettek be; 1991-ben Kongói Köztársaságra nevezték át az államot. | 1969–1991                |
|           | Líbia                 | 1969 – forradalom, a Líbiai Arab Köztársaság kikiáltása Moammer Kadhafi vezetésével; olajvállalatok, bankok és biztosítók államosítása; 1977 – Líbiai Arab Népköztársaság kikiáltása; 2004 – privatizációs hullám; 2011 polgárháború, Kadhafi bukása | 1969–2011                |
|           | Madagaszkár           | 1973 – államosítások; 1975 – szocialista alkotmány, közeledés a szocialista országokhoz, szoros együttműködés Észak-Koreával; 1985–2009 óvatos nyitás Nyugat felé, liberalizáció; 1992 – a „harmadik köztársaság” kezdete | 1973–1992                |
|           | Mali                  | 1960 – függetlenség Franciaországtól, szocialista építés meghirdetése, kollektivizálás, szoros együttműködés Ghánával és Guineával, 1966-tól újra együttműködés Franciaországgal; 1968 katonai puccs, elfordulás a szocializmustól | 1960–1968                |
|           | Mozambik              | 1975 – függetlenség Portugáliától, népköztársaság, államosítások, marxista vezető párt (FRELIMO); 1977–1992 polgárháború; 1980 részleges reprivatizáció; a FRELIMO elfordul a marxizmustól; 1990 – többpártrendszer | 1975–1990                |
|           | São Tomé és Príncipe  | 1975 – függetlenség Portugáliától, egypártrendszer, államosítások, puccsok, 1990 – többpártrendser. | 1975–1990                |
|           | Seychelle-szigetek    | 1976 – függetlenség Nagy-Britanniától, 1977 France-Albert René puccsa, szocialista egypártrendszer bevezetése tanzániai mintára, 1979 – új alkotmány, egypártrendszer; 1984 – összefogás Mauritiusszal és Madagaszkárral az Indian Ocean Commission (IOC) keretében; 1989-től fokozatos liberalizáció, 1991 – többpártrendszer visszaállítása | 1977–1991                |
|           | Szenegál              | afrikai szocializmus | 1960–1980                |
|           | Szomália              | 1969 – A Szomáli Demokratikus Köztársaság kikiáltása; 1970 – külföldi tulajdonok államosítása, közeledés a Szovjetunióhoz és az arab országokhoz; 1974 – katonai együttműködés a Szovjetunióval; 1976–1991 egypártrendszer; 1977 szakítás a Szovjetunióval, ogadeni háború | 1969–1991                |
|           | Szudán                | arab szocializmus; 1969 Dzsafar al-Nimeri katonai puccsa, szocialista egypárti (Szudáni Szocialista Unió) rendszer bevezetése; államosítás, közeledés a Szovjetunióhoz; 1971 baloldali puccskísérlet kudarca után megromlanak a Szovjetunióhoz fűződő kapcsolatok; 1972 közeledés az Egyesült Államokhoz és az NSZK-hoz, 1973 új alkotmány, továbbra is egypártrendszer a Szudáni Szocialista Unióval az élén, az iszlám államvallás lett; 1976 – a Líbiával folytatott együttműködés befejezése, megállapodás Egyiptommal; radikális iszlámosítás, a saría bevezetése (1983); 1985 – Dzsafar al-Nimerit katonai puccs buktatja meg; újra közeledés a Szovjetunióhoz és Líbiához; diplomáciai kapcsolatok Iránnal; 1989 – Omar el-Basír iszlám diktatúrája | 1969–1983/89             |
|           | Tanzánia              | sajátos tanzániai szocializmus, az ujamaa; 1977-től egypártrendszer; 1987–1988 – részvétel a mozambiki polgárháborúban a RENAMO ellen; 1992 – többpártrendszer bevezetése | 1964/77–1992             |
|           | Tunézia               | arab szocializmus; 1963 – szocialista egypártrendszer bevezetése, államosítások; 1969 – elfordulás a szocializmustól. | 1963–1969                |
|           | Uganda                | afrikai szocializmus; 1966 Milton Obote puccsa, egypártrendszer létrehozása; 1967 – szocialista alkotmány, a feudalizmus eltörlése, államosítások, 1971 – Idi Amin Dada katonai puccsa, elfordulás a szocializmustól | 1966–1971                |
|           | Zambia                | afrikai szocializmus; 1964 – függetlenség Nagy-Britanniától; 1967 – „zambiai humanizmus” mint állami ideológia; 1973 – egypártrendszer; 1991 – elfordulás az egypártrendszertől és az afrikai szocializmustól | 1967–1991                |
|           | Zanzibár              | afrikai szocializmus | 1964                     |
|           | Zöld-foki Köztársaság | 1974 függetlenség Portugáliától unióban Bissau-Guineával, egypártrendszer; 1980 – vége az uniónak Bissau-Guineával, 1991 – többpártrendszer | 1974–1991                |

## Amerika
|  | Állam     | Ideológiája és annak változásai | Fennállásának időtartama |
|  | --------- | --- | ------------------------ |
|  | Bolívia   | ; 2006 – Evo Morales elnökké választása, államosítások, földreform, 2019 – Morales bukása | 2006–2019                |
|  | Chile     | 1932 – baloldali katonai puccs, a Chilei Szocialista Köztársaság kikiáltása; 12 nappal később jobboldali ellenpuccs; demokratikus szocializmus; 1970-ben a marxista Salvador Allendét választották elnöknek; államosították a kulcsiparágakat, kisajátították a külföldi tőkés társaságokat, földreform 1973-ban jobboldali katonai puccs Augusto Pinochet vezetésével, a CIA támogatásával.                        | 1932 1970–1973           |
|  | Grenada   | demokratikus szocializmus; 1979 – Maurice Bishop és az általa vezetett New Jewel Movement, puccsa, szerződések Kubával és a Szovjetunióval, szocialista reformok, 1983 – közvetlen amerikai invázió buktatta meg Bishop rendszerét. | 1979–1983                |
|  | Guyana    | mérsékelt szocializmus; 1970-ben a baloldali People’s National Congress került hatalomra, államosítások, közeledés a Szovjetunióhoz, Kubához és Észak-Koreához, valamint az afrikai szocialista irányzatú országokhoz. 1989 – a gazdaság liberalizálása, elfordulás a szocializmustól. | 1970–1989                |
|  | Jamaica   | demokratikus szocializmus | 1972–1980                |
|  | Kuba      | 1959 – forradalom, agrárreform; 1960 – olajfinomítók államosítása; 1961 – szocialista köztársaság kikiáltása, külföldi tulajdon kártalanítás nélküli államosítása; 1972 – belépés a KGST-be; 1976 – marxista-leninista alkotmány elfogadása, tervgazdálkodás | 1959 óta                 |
|  | Nicaragua | mérsékelt szocializmus; 1979-ben Anastasio Somoza Debayle „örökletes” elnöki uralmát megdöntötték a sandinisták (Frente Sandinista de Liberación Nacional, FSLN), demokratikus szocializmus építése, földreform, kampány az analfabetizmus ellen, nemzeti egészségügy megteremtése; 1981–1990 nicaraguai polgárháború az Egyesült Államok által támogatott „kontrák” ellen, 1991 vereség a parlamenti választásokon | 1979–1991                |
|  | Peru      | mérsékelt szocializmus; 1968 – baloldali katonai puccs Juan Velasco Alvarado vezetésével, államosítások, földreform, a Szovjetunió anyagi és technikai támogatása, 1975 – konzervatív katonai puccs | 1968–1975                |
|  | Suriname  | 1980 Desi Bouterse vezette katonai puccs, 1981 szocialista köztársaság kikiáltása, 1990 újabb katonai puccs, elfordulás a szocializmustól | 1980–1990                |
|  | Venezuela | „bolivári szocializmus” | 1999 óta                 |

## Ázsia
A Kínai Népköztársaság kikiáltása után az ország szoros szövetségre lépett a Szovjetunióval. Mongólia, Észak-Korea, Észak-Vietnám csatlakozásával létrejött a hatalmas „eurázsiai keleti blokk“. A koreai háború csatlósháború volt a keleti és a nyugati tömb között, csakúgy, mint a vietnámi háború majd a Szovjetunió afganisztáni háborúja.
|           | Állam                                                | Ideológiája és annak változásai | Fennállásának időtartama |
| --------- | ---------------------------------------------------- | --- | ------------------------ |
|           | Afganisztán Afganisztáni Demokratikus Köztársaság    | mérsékelt szocializmus (1973–1978 és 1987–1992) marxizmus–leninizmus (1978–1987) | 1973–1992                |
|           | Banglades                                            | az 1971-es alkotmányban szerepel az alkotmányos szocializmus, a gyakorlatban azonban nem létezik | 1971 óta                 |
|           | Burmai Unió Burmai Szocialista Föderatív Köztársaság | 1948-tól buddhista és szocialista ideológiájú állam, 1958 – baloldali katonai hatalomátvétel (Ne Vin), „a szocializmus burmai útja” | 1948–1988                |
|           | Indonézia                                            | 1954 – függetlenedés Hollandiától; 1957 – indonéziai szocializmus („Nasakom“) Sukarno vezetésével; kommunista, nacionalista és vallásos elemek vegyítése; az el nem kötelezett országok mozgalmának alapítója; 1957/58 – holland tulajdonok kisajátítása; 1960-tól agrárreformok; 1966 Sukarno bukása, elfordulás a szocializmustól; | 1949–1966                |
|           | Irak                                                 | arab szocializmus; 1958 – baloldali katonai puccs; 1968 – az arab nacionalista Baasz Párt vette át a hatalmat; 1971 „nép demokratikus–szocialista egységállam“, Nemzeti Front a Baasz Párt és a kommunista párt részvételével; 1972 – a kőolajszektor államosítása; barátsági szerződés, katonai és gazdasági együttműködés a Szovjetunióval; 1978 – jobbratolódás, fokozatosan kiépül Szaddám Huszein diktatúrája | 1958–1978                |
|           | Jemen                                                | 1967 – a független Dél-jemeni Népköztársaság kikiáltása; 1969 – a Nemzeti Felszabadítási Front radikális szárnya, kitűzik a táradalom szocialista átalakítását, szoros együttműködésben a Szovjetunióval, Kínával, az NDK-val, Észak-Koreával és Kubával; 1970 –az új alkotmány szerint az ország neve Jemeni Demokratikus Népköztársaság; az állam szekuláris jellegének hangsúlyozása; Charakters des Staates; 1975 –pro- közeledés a Szovjetunióhoz, távolodás Kínától; külföldi bankok, biztosítók és vállalatok államosítása; 1978-tól a Jemeni Szocialista Párt az állampárt; 1989 – gazdasági liberalizáció, többpártrendszer; Észak- és Dél-Jemen egyesülése | 1967–1990                |
|           | Kambodzsa Kambodzsai Népköztársaság                  | maoizmus (1975–1979) marxizmus–leninizmus (1979–1989) | 1975–1989                |
|           | Kína                                                 | maoizmus (1976-ig) Teng Hsziao-ping eszméi, Hszi Csin-ping eszméi | 1949 óta                 |
|           | India                                                | mérsékelt szocializmus | 1947–1991                |
|           | Koreai Népi Demokratikus Köztársaság                 | marxizmus–leninizmus (1977-ig) dzsucse ideológia (1977-től) | 1948 óta                 |
|           | Laosz                                                | marxizmus–leninizmus | 1975 óta                 |
|           | Mongólia                                             | marxizmus–leninizmus | 1921–1990/92             |
| rahmenlos | Nepál                                                | az alkotmányban szerepel a szocializmus, a valóságban azonban nem létezik | 2015 óta                 |
|           | Pakisztán                                            | arab szocializmus; 1971 – Zulfikar Ali Bhutto elnök hivatalba lépése, földreform; államosítások; 1973 – új alkotmány törli el az elnöki rendszert, Bhutto miniszterelnök lesz; 1977 – Mohammad Ziaul Hakk katonai puccsa, átfogó iszlamizálás; | 1971–1977                |
|           | Srí Lanka                                            | alkotmányos szocializmus | 1948 óta                 |
|           | Szíria                                               | arab szocializmus (a Baasz Párt ideológiája); a Szíriai Kommunista párt az egyik legerősebb politikai erő az 50-es években; 1958–1961 – egyesülés Egyiptommal az Egyesült Arab Köztársaságban; 1961 – tervgazdálkodás; 1963 – katonai puccs révén a Baasz Párt kerül hatalomra; államosítások, földreform; 1966 – puccs révén a Baasz Párt baloldala kerül hatalomra, meghirdetik a szocialista társadalom építését, erősítik az együttműködést a Szovjetunióval; 1969-ig államosították a mezőgazdaságilag hasznosított területek 20%-át; az 1973-as alkotmány szerint Szíria „demokratikus–szocialista állam”                                                      | 1963–2012                |
|           | Tuvai Népköztársaság                                 | marxizmus–leninizmus, erős függésben a Szovjetuniótól, 1944-ben a Szovjetunió bekebelezte | 1921–1944                |
|           | Észak-Vietnám Vietnámi Szocialista Köztársaság       | marxizmus–leninizmus (1945–1976) marxizmus–leninizmus (1976 óta) | 1945 óta                 |

## Óceánia
|  | Állam   | Ideológiája és annak változásai | Fennállásának időtartama |
|  | ------- | --- | ------------------------ |
|  | Vanuatu | Walter Hadye Lini miniszterelnök vezette az országot a függetlensége válása idején a „melanéziai szocializmus” útjára, Julius Nyerere tanzániai vezető ujamaa ideológiájának mintájára. Az ország Óceániában egyedüliként csatlakozott az el nem kötelezett országok mozgalmához. 1980-tól közeledett Líbiához és Kubához, 1987-ben gazdasági segélyt kapott a Szovjetuniótól. 1991-ben Lini gazdasági problémák miatt lemondott. | 1980–1991                |

## Rövid életű szocialista államok és államszerű képződmények
|           | Állam                                               | Ideológia                                                                  | Létezésének időtartama        |
| --------- | --------------------------------------------------- | -------------------------------------------------------------------------- | ----------------------------- |
|           | Azerbajdzsáni Autonóm Köztársaság                   | marxizmus–leninizmus                                                       | 1945. 12. 12–1946. 12. 12.    |
|           | Bajor Tanácsköztársaság                             | tanácskommunizmus                                                          | 1919. 04. 06. – 1919. 05. 03. |
|           | Besszarábiai Szovjet Szocialista Köztársaság        | leninizmus                                                                 | 1919–1924                     |
|           | Brémai Tanácsköztársaság                            | tanácskommunizmus                                                          | 1919. 01. 10–1919. 02. 09.    |
|           | Buharai Népi Szovjetköztársaság                     | leninizmus, 1925-ben beolvadt a Szovjetunióba                              | 1920–1924                     |
|           | Donyeck–Krivij Rih Tanácsköztársság                 | leninizmus                                                                 | 1918. 02. 12. – 1918. 03. 19. |
|           | Elzász-lotaringiai Tanácsköztársaság                | tanácskommunizmus                                                          | 1918. 11. 10. – 1918. 11. 22. |
|           | Észtországi Munkáskommün                            | marxizmus–leninizmus                                                       | 1918                          |
|           | Finn Szocialista Munkás Köztársaság                 | leninizmus                                                                 | 1918. 01. 29. – 1918. 05. 05. |
| rahmenlos | Grúz Demokratikus Köztársaság                       | demokratikus szocializmus (mensevizmus), 1921-ban beolvadt a Szovjetunióba | 1918–1921                     |
|           | Hivai Népi Szovjetköztársaság                       | leninizmus, 1925-ben beolvadt a Szovjetunióba                              | 1920–1924                     |
|           | Ideiglenes Demokratikus Kormány (Görögország)       | marxizmus–leninizmus                                                       | 1947. 12. 24. – 1950          |
|           | Kelet-turkesztáni Köztársaság                       | marxizmus–leninizmus                                                       | 1944–1949                     |
|           | Kínai Szovjetköztársaság                            | marxizmus–leninizmus                                                       | 1931–1937                     |
|           | Lett Szovjet Szocialista Köztársaság                | leninizmus                                                                 | 1919. 02. 17. – 1919. 07. 17. |
|           | Litván–Belorusz Szovjet Szocialista Köztársaság     | leninizmus                                                                 | 1918–1920                     |
|           | Magyarországi Tanácsköztársaság                     | marxizmus–leninizmus                                                       | 1919. 03. 21 – 1919. 08. 01.  |
|           | Mahabádi Köztársaság                                | marxizmus–leninizmus                                                       | 1946. 01. 22. – 1946. 12. 16. |
|           | Mughan Szovjetköztársaság                           | leninizmus                                                                 | 1919. 05. 15. – 1919. 06.     |
|           | Naissaari Tanácsköztársaság                         | tanácskommunizmus                                                          | 1917–1918                     |
|           | Odesszai Szovjet Köztársaság                        | tanácskommunizmus                                                          | 1918. 01. 18. – 1918. 03. 13. |
|           | Párizsi Kommün                                      | tanácskommunizmus                                                          | 1871. 03. 18. – 1871. 05. 28. |
|           | Perzsa Szovjet Szocialista Köztársaság              | tanácskommunizmus leninizmus                                               | 1920–1921                     |
|           | Szlovák Tanácsköztársaság                           | tanácskommunizmus                                                          | 1919. 06. 16. – 1919. 07. 07. |
|           | Távol-keleti Köztársaság                            | marxizmus–leninizmus                                                       | 1920 április – 1922 november  |
|           | Transzkaukázusi Demokratikus Szövetségi Köztársaság | demokratikus szocializmus (mensevizmus)                                    | 1918. 04. 22. – 1918. 04. 28. |

## A kommunista párt vezető szerepén alapuló államok a 21. században

A világ volt (narancs) és 2024-ben fennálló (vörös) kommunista államai

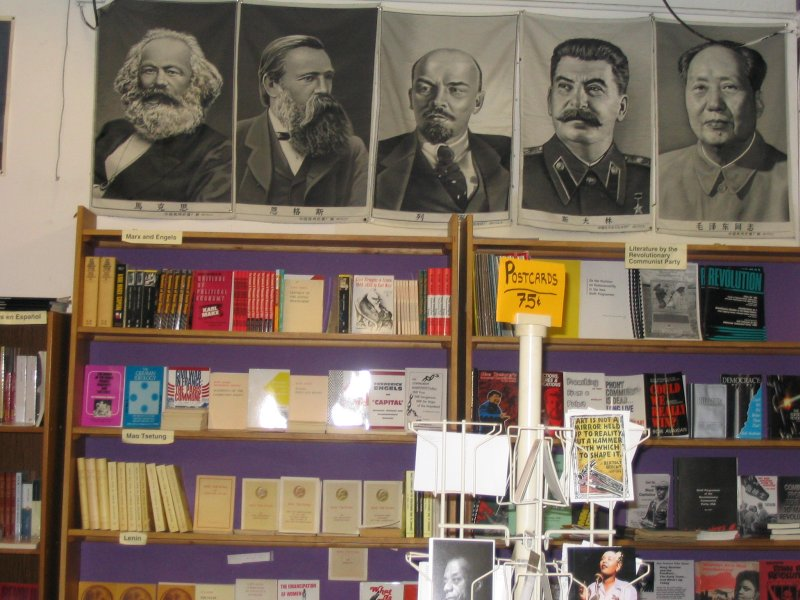
Marxista könyvesbolt, Berkeley (Kalifornia), 2004

- Észak-Korea – „dzsucse” típusú kommunista diktatúra
- Kína – reformkommunista diktatúra
- Kuba – hagyományos kommunista diktatúra
- Laosz – reformkommunista diktatúra
- Vietnám – reformkommunista diktatúra

Érdekesség, hogy ezek és csak ezek azok a szocialista berendezkedésű államok, amelyek ellen az Egyesült Államok valamikor a történelem során közvetlen fegyveres harcot folytatott.

## Fordítás
Ez a szócikk részben vagy egészben  a   Liste sozialistischer Staaten című német Wikipédia-szócikk ezen változatának fordításán alapul.  Az eredeti cikk szerkesztőit annak laptörténete sorolja fel. Ez a jelzés csupán a megfogalmazás eredetét és a szerzői jogokat jelzi, nem szolgál a cikkben szereplő információk forrásmegjelöléseként.